# Julio César Grassi
Julio César Grassi, född 14 augusti 1956 i Lomas de Zamora, Argentina, är en argentinsk romersk-katolsk präst och dömd sexualbrottsling. 

## Biografi
Julio Grassi tjänstgjorde i stiftet Morón, vars biskop var suffragan under dåvarande ärkebiskopen av Buenos Aires, Jorge Bergoglio, nuvarande påve Franciskus. 
Grassi grundade 1993 Fundacion Felices los Niños med syfte att ta hand om gatubarn.
I mars 2017 fastställde Argentinas högsta domstol domen mot Grassi: 15 års fängelse för grovt sexuellt utnyttjande av minderåriga. Uppgifter gör gällande att ärkebiskop Bergoglio hade försökt att mörklägga Grassis övergrepp.